# Ново Тополє
Ново Тополє (хорв. Novo Topolje) — населений пункт у Хорватії, у Бродсько-Посавській жупанії у складі громади Доні Андрієвці.

## Населення
Населення за даними перепису 2011 року становило 155 осіб.
Динаміка чисельності населення поселення:

## Клімат
Середня річна температура становить 11,06 °C, середня максимальна – 25,47 °C, а середня мінімальна – -6,14 °C. Середня річна кількість опадів – 741 мм.
| Клімат поселення                              | Клімат поселення | Клімат поселення | Клімат поселення | Клімат поселення | Клімат поселення | Клімат поселення | Клімат поселення | Клімат поселення | Клімат поселення | Клімат поселення | Клімат поселення | Клімат поселення | Клімат поселення |
| Показник                                      | Січ.             | Лют.             | Бер.             | Квіт.            | Трав.            | Черв.            | Лип.             | Серп.            | Вер.             | Жовт.            | Лист.            | Груд.            |                  |
| Середній максимум, °C                         | 5,80             | 8,19             | 12,76            | 17,34            | 22,30            | 25,46            | 25,47            | 24,76            | 20,78            | 15,42            | 9,58             | 5,54             |                  |
| Середня температура, °C                       | −0,2             | 2,20             | 6,78             | 11,37            | 16,34            | 19,49            | 21,34            | 20,60            | 16,67            | 11,29            | 5,43             | 1,40             |                  |
| Середній мінімум, °C                          | −6,14            | −3,76            | 0,80             | 5,39             | 10,36            | 13,50            | 17,19            | 16,50            | 12,50            | 7,11             | 1,30             | −2,76            |                  |
| Норма опадів, мм                              | 47               | 47               | 44               | 55               | 68               | 96               | 67               | 61               | 52               | 68               | 75               | 61               |                  |
| Середньомісячна швидкість вітру, м/с          | 1.90             | 2.14             | 2.44             | 2.38             | 2.10             | 1.98             | 1.91             | 1.78             | 1.70             | 1.78             | 1.88             | 1.93             |                  |
| Середньомісячна сонячна радіація, кДж/м²·день | 4299             | 6962             | 10960            | 15332            | 19241            | 21140            | 22147            | 20508            | 15039            | 9254             | 4882             | 3619             |                  |
| --------------------------------------------- | ---------------- | ---------------- | ---------------- | ---------------- | ---------------- | ---------------- | ---------------- | ---------------- | ---------------- | ---------------- | ---------------- | ---------------- | ---------------- |
| Джерело:                                      |                  |                  |                  |                  |                  |                  |                  |                  |                  |                  |                  |                  |                  |